# اچ‌دی ۱۷۴۱۷۹
اچ‌دی ۱۷۴۱۷۹ یک ستاره است که در صورت فلکی شلیاق قرار دارد.